# Zolnai Gyula
Zolnai Gyula, 1888-ig Tömlő Gyula, írói álneve Somkuti (Nagysomkút, 1862. december 3. – Budapest, 1949. december 24.) magyar nyelvész, egyetemi tanár, a Magyar Tudományos Akadémia tagja (l. 1897, r. 1924, t. 1945). Felesége Szladits Ilona volt, Szladits Károly (1871–1956) jogász nővére. Zolnai Béla (1890–1969) irodalomtörténész, nyelvesztéta és Zolnai Klára (1892–1945) könyvtáros, bibliográfus apja.

## Életútja
Édesapja Tömlő János. Anyai ágon az erdélyi örmény Retezár család leszármazottja, édesanyja Retezár Erzsébet. 
Felsőfokú tanulmányait a Budapesti Tudományegyetemen végezte, ahol magyar–latin szakos középiskolai tanári és bölcsészdoktori oklevelet szerzett, majd gimnáziumokban tanított, Egerben (1887–88), Székesfehérvárott (1888–93) és Budapesten (1894–1906). 1895-ben a magyar nyelvtudomány magántanárává habilitálták a Budapesti Tudományegyetemen. 1906-tól a kolozsvári, 1918-tól a pozsonyi, 1921-től a pécsi Erzsébet Tudományegyetemen a magyar nyelvtudomány és az összehasonlító finnugor nyelvészet nyilvános rendes tanára. 1930-ban, 68 éves korában vonult nyugalomba.
Felesége Szladits Ilona volt, Szladits Károly (1871–1956) jogász nővére.

## Munkássága
A magyar nyelvtudomány több területén munkálkodott főleg nyelvtörténettel, etimológiával, mondattannal foglalkozott, munkásságával a nyelvművelés ügyét is szolgálta. Az 1880-as évektől vett részt az akkor készülő Magyar Nyelvtörténeti Szótár munkálataiban. 1892-ben bízta meg az MTA a mohácsi vész előtti korból fennmaradt legfontosabb nyelvemlékek kiadásával, nyelvi és történeti magyarázatokkal ellátva. 1898-ban az MTA szótári bizottsága megbízta egy nagyszótár általános tervének elkészítésével és szerkesztésével; a szótár gyűjtőmunkáit 1906-ig vezette. 1905–06-ban a Magyar Nyelv társszerkesztője. Szerkesztette és kiadta a Szamota István által kezdett oklevélszótárt, amely a nyelvtudománynak és a történelemtudománynak egyaránt meghatározó forrásműve lett. Mondattani búvárlatok c. munkájával 1893-ban elnyerte az Akadémia Sámuel-díját. Székfoglaló értekezését a mondatátszövődésről írta, utóbbi munka a későbbi évtizedek összefoglaló igényű mondattani leírásainak fontos hivatkozási alapja lett, emellett napjainkig is hivatkozzák a témával célzottan foglalkozó tanulmányok. A magyar nyelvtudomány több területén munkálkodott; főleg nyelvtörténettel, etimológiával, mondattannal foglalkozott, munkásságával a nyelvművelés ügyét is szolgálta. Számos finn költő verseit és Aleksis Kivi népi drámáját fordította magyar nyelvre. A finn irodalomból fordított verseit hetilapokban, antológiákban is közreadta.

## Művei (válogatás)
- Szómagyarázatok (Budapest, 1890)
- Mátyusföld nyelvjárása (Budapest, 1891)
- Mondattani búvárlatok (Budapest, 1893)
- Nyelvemlékeink a könyvnyomtatás koráig (Budapest, 1894)
- Az új nagy szótár feladatáról (Budapest, 1899)
- Magyar oklevél-szótár (Budapest, 1902-1906); Online
- A-si képzőeredete (Értekezések a Nyelv-és Széptudományok Köréből, XXIII. 10. sz., Budapest, 1920);
- A mondatátszövődés (Budapest, 1926; franciául is, 1926)
- Kivi Elek: A pusztai vargáék. Fordítás. (1929)
- Zur sprachlichen Differenzierung[7] (Helsingfors)
- Van-e szükség nyelvművelésünk irányítására? (Budapest, 1935)
- Idegen szavaink és a nyelvújítás (Budapest, 1937)